# معماری کلیسا
معماری کلیسا (انگلیسی: Church architecture) به معماری ساختمان‌های کلیسا (ساختمان)، صومعه‌ها، حوزه علمیه و غیره اشاره دارد. و تا حدی با وام گرفتن از دیگر سبک‌های معماری و همچنین پاسخ به تغییر باورها، شیوه‌ها و سنت‌های محلی است.